# 布約省
6°14′N 7°3′W / 6.233°N 7.050°W

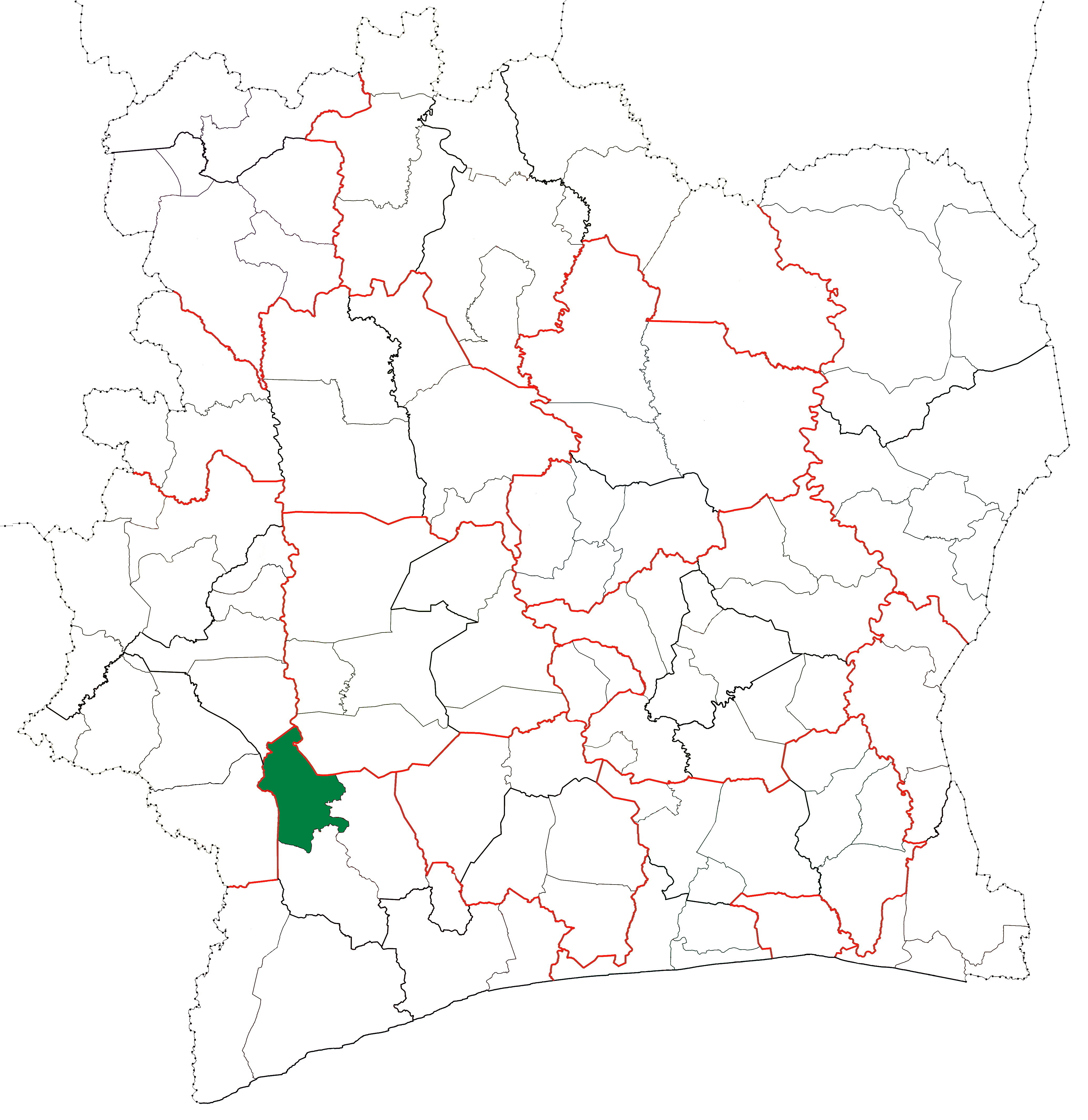

布約省（Buyo Department），是科特迪瓦的省份，位於該國西南部下薩桑德拉區，由納瓦大區負責管轄，南面是梅阿吉省，成立於2012年，2014年該省份人口183,875。